# Neînfrântul (povestire)
„Neînfrântul” (în engleză The Undefeated) este o povestire din 1927 a scriitorului american Ernest Hemingway.